# Операция «Киндертранспорт»
Операция «Киндертранспорт» (англ. Kindertransport) — спасательная операция, которая состоялась за 9 месяцев до начала Второй мировой войны. Её суть заключалась в перевозке и размещении на территории Великобритании детей, признававшихся на основе Нюрнбергских расовых законов евреями, из нацистской Германии, Австрии, Чехословакии, Польши и вольного города Данцига. Великобритания приняла почти 10 000 юных беженцев. Они были расселены в приёмных семьях, хостелах и фермах страны. Большинство детей пережило войну, но лишь очень немногие воссоединились с родителями, так как часто эти дети были единственными оставшимися в живых из своих семей, уничтоженных в Холокосте.
«Всемирная еврейская организация помощи» (тогда она носила название «Центральный британский фонд немецких евреев») была создана в 1933 году и сыграла решающую роль в претворении в жизнь программы «Киндертранспорт». Записи о каждом прибывшем в Великобританию через «Киндертранспорт» ребёнке сохраняются в её архивах и по сей день.

## Политика
15 ноября 1938 года, через 5 дней после событий «Хрустальной ночи», «Ночи разбитых витрин» в Германии и Австрии, делегация британских еврейских лидеров обратилась лично к Премьер-министру Великобритании Невиллу Чемберлену. Среди прочего, они просили британское правительство о разрешении временного ввоза в страну еврейских детей без родителей и других сопровождающих.
На следующий день Британский кабинет обсуждал этот вопрос, и впоследствии подготовил законопроект для представления в Парламенте страны. Законопроект гласил, что правительство откажется от некоторых иммиграционных требований с целью сделать возможным въезд в Великобританию несопровождаемых детей от младенческого возраста и вплоть до 17 лет.
Ни о каких ограничениях на число беженцев публично никогда не сообщалось. Первоначально планировалось ввезти в страну 5000 детей, однако когда Министерство по делам колоний отклонило просьбу разрешить ввоз 10 000 беженцев на подконтрольную Британии территорию Палестины, планы были вынужденно пересмотрены и число планируемых к перемещению в Британию юных беженцев увеличилось до 15 тысяч.
Накануне дебатов о беженцах в Палате общин Великобритании 21 ноября 1938 года министр внутренних дел сэр Сэмюэль Хор встретился с многочисленной делегацией, представлявшей различные еврейские и нееврейские сообщества, действующих от имени беженцев. Сообщества соединились в межконфессиональную организацию под названием «Движение за заботу о детях из Германии». Министр внутренних дел согласился на введение ускоренного процесса иммиграции: проездные документы должны были выдаваться на основании списков групп, а не отдельных ходатайств. Организация в свою очередь пообещала найти дома для всех без исключения детей. Они также заявили о готовности полностью финансировать «Киндертранспорт» и дали обещание, что ни один из беженцев не станет финансовым бременем для британского общества. Каждый ввозимый ребёнок имел денежную гарантию в размере 50 фунтов для возможности повторной эмиграции: дети должны были находиться в стране лишь временно.

## Организация и управление
В очень короткий срок «Движение за заботу о детях из Германии», позже известное как «Движение детей-беженцев» (RCM), при содействии «Всемирного еврейского фонда помощи» направило своих представителей в Германию и Австрию для создания системы по отбору, организации и перевозки детей.
25 ноября британские граждане услышали по радио BBC призыв от Херберта Сэмюэла временно взять на попечение еврейских детей. Вскоре поступило около 500 предложений, а волонтёры RCM начали посещать потенциальные приёмные дома и составлять отчёты об условиях проживания. Размещение еврейских детей в еврейских домах отдельно оговорено не было. Волонтёры также не слишком тщательно исследовали мотивы и характер приёмных родителей. Требования заключались лишь в следующем: дом должен был казаться чистым, а семья респектабельной.
В Германии была создана сеть из волонтёров, которые работали круглосуточно, чтобы создать приоритетные списки тех, кто находился под наибольшей угрозой. В них входили подростки, которые были в концлагерях или под угрозой ареста, польские подростки и дети, которым угрожала депортация, дети в еврейских детских домах, дети, родители которых находились за чертой бедности, и дети, один из родителей которых находился в концентрационном лагере. Когда юные потенциальные беженцы были выявлены и сгруппированы по спискам, их опекунам или родителям была сообщена дата поездки и информация по отъезду. Они могли дать ребёнку с собой лишь небольшой чемодан без каких-либо ценностей и не более 10 немецких марок. Другие дети не имели ничего, кроме номера на груди и написанного имени на спине. Некоторые были отправлены с номерным удостоверением личности, содержащим фото и надпись: «Этот документ, удостоверяющий личность, выдаётся с согласия правительства Его Величества в Соединённом королевстве молодым людям, чтобы быть принятыми в Соединённом королевстве для воспитательных целей под патронажем Интернационального комитета. Этот документ не требует визы». В графе личных данных содержались строки: пол, дата рождения, место жительства, полное имя и адрес родителей.
Первая партия из почти 200 детей прибыла в английский порт Харидж 2 декабря, всего через три недели после событий «Хрустальной ночи». В последующие девять месяцев Англия приняла ещё около 10 000 детей без сопровождающих, в основном евреев. Первоначально они поступали преимущественно из Германии и Австрии. В марте 1939 года, после вторжения немецкой армии в Чехословакию, были спешно организованы транспортировки из Праги. В феврале и августе шли поезда из Польши. Транспорт из оккупированной нацистами Европы продолжал приходить вплоть до 1 сентября 1939 года. После окончания войны несколько тысяч детей-беженцев остались в Великобритании и, повзрослев, внесли значительный вклад в британские вооружённые силы, промышленность, торговлю, образование, науку и искусство, в защиту и процветание приютившей их страны. Четверо стали лауреатами Нобелевской премии.

## Осуществление транспортировок и окончание программы
Нацисты постановили, что эвакуация не должна блокировать порты в Германии, а потому большинство групп отправлялись на поездах в Голландию, а затем по морю в британские порты, такие как Харвич. В частности, паромы отправлялись из города Хук-ван-Холланд, находящегося близ Роттердама. Из английских портов дети в поездах отправлялись на лондонскую станцию Ливерпуль-стрит, где их встречали приёмные семьи. Некоторые дети, которым заранее не были подобраны приёмные родители, размещались в центрах временного содержания, расположенных в лагерях летнего отдыха. Между тем известен как минимум один случай транспортировки напрямую из Германии: 13 июня 1939 года судно «Европа» прибыло в Саутгемптон из немецкого Бремена.
Первый «Киндертранспорт» покинул Берлин 1 декабря 1938 года и прибыл в Харвич 2 декабря со 196 детьми. Большинство из них были еврейского происхождения и проживали в берлинском детском доме, который был сожжён нацистами в ночь на 9 ноября. Другие же были из Гамбурга.
Первый поезд из Вены после переговоров с Адольфом Эйхманом прибыл в Голландию 10 декабря 1938 года с шестью сотнями детей. Основная группа, состоящая из 500 человек, была отправлена в Харвич и размещена в лагере отдыха в бухте Доверкаурт возле города, а другая сотня временно осталась в Голландии.
Многие представители квакеров ездили с группами из Германии в Голландию или встречали их на станции Ливерпуль-стрит, чтобы удостовериться в распределении всех без исключения детей. Между 1939 и 1941 годами 160 юных беженцев, оставшихся без приёмных семей, были отправлены в Школу Уиттингема в Восточном Лотиане (Шотландия). Школа располагалась на территории имения семьи и в доме покойного премьер-министра Великобритании Артура Бальфура, автора Декларации Бальфура.
В конце августа 1939 года у RCM закончились деньги, и было принято решение о том, что больше детей организация принять не в состоянии. Последняя группа 1 сентября 1939 года всё ещё оставалась в Германии. На следующий день Германия вторглась в Польшу, а через два дня Великобритания, Франция и другие страны объявили войну Германии. Группа покинула Прагу 3 сентября 1939 года, но выехать из страны не смогла и была возвращена обратно.
Последний известный, но уже нерегулярный паром SS Bodegraven с 80 детьми на борту покинул голландский порт Эймейден под немецким авиационным пулемётным огнём 14 мая 1940 года в день капитуляции голландской армии. Судно благополучно достигло Ливерпуля.

## Хостелы «Хабоним» и «Киндертранспорт»
Члены организации «Хабоним», еврейского молодёжного движения, сыграли важную роль в создании хостелов в Юго-Западной Англии, куда были помещены некоторые из детей «Киндертранспорта». Другие еврейские молодёжные движения в Великобритании в дальнейшем открыли дополнительные приюты.
Хостелы превратились в центры по изучению религиозных и светских еврейских предметов, а также временное пристанище для детей. Около 120 детей выросло в годы войны в домах в Эксмоута, Давлише и Тинмуте. Сами хостелы представляли собой большие фамильные особняки, которые были предоставлены их собственниками. Некоторые члены «Хабонима» вместе с детьми старшего возраста занимались сельским хозяйством для оказания посильной помощи армии. В качестве языка общения в хостелах использовалась смесь из немецкого, польского, чешского, иврита и английского.

## Записи
Записи о каждом ребёнке, который прибыл в Великобританию через программу «Киндертранспорт», до сих пор сохраняются организацией «Всемирная еврейская помощь» в отделении Еврейского комитета беженцев. Копии этих документов могут быть предоставлены членам семей беженцев за небольшую плату, включающую лишь покрытие административных расходов.

## Люди, сыгравшие значимую роль в организации «Киндертранспорта»

### Николас Уинтон
Перед Рождеством 1938 года 29-летний британский биржевой маклер немецко-еврейского происхождения Николас Уинтон собирался лететь в Швейцарию на горнолыжный отдых, однако вместо этого отправился в Прагу, чтобы помочь другу, бывшему волонтёром по работе с беженцами. Николас Уинтон основал организацию, целью которой была помощь еврейским детям из Чехословакии, разлучённым со своими родителями. Офисом организации служил стол в столовой отеля на Вацлавской площади. Уинтон помог въехать в Великобританию и нашёл дома 669 детям. Мать Уинтона также помогала в этой работе и вместе с мейденхедским ротари-клубом и Комитетом беженцев Рэгби размещала детей в домах, а затем в хостелах. В течение всего лета Уинтон размещал рекламу с призывом к британским семьям принять беженцев. Последняя группа, отправленная из Праги 3 сентября 1939 года, была возвращена обратно в связи со вторжением нацистов в Польшу и началом Второй мировой войны.

### Уилфрид Израэль
Израэль, Уилфрид (англ. Wilfrid Israel; 1899—1943), возможно, был ключевой фигурой в спасении евреев из Германии и оккупированной Европы. Он предупредил британское правительство через агента Фрэнка Фоли о предстоящей «Хрустальной ночи» в ноябре 1938 года. Благодаря агенту Фрэнку Фоули, паспортному сотруднику консульства в Берлине, Уилфрид продолжил информировать британскую разведку о деятельности нацистов. Он говорил с «Reichsvertretung» (немецкая еврейская общинная организация) и «Hilfsverein» (организация, непосредственно осуществлявшая помощь) и вёл переговоры с британским правительством. Помогал британским квакерам посетить еврейские общины по всей Германии, чтобы доказать правительству Британии, что еврейские родители действительно были готовы расстаться со своими детьми.

### Гертруда Висмюллер-Мейер
Висмюллер-Мейер, Гертруда (нидерл. Geertruida Wijsmuller-Meijer), известная как «тётя Труус», была женой влиятельного нидерландского банкира. В 1930-х годах начала работать в «Нидерландском Комитете по еврейским нуждам» (нидерл. Comité voor Bijzondere Joodse Belangen), организовывала транспорты с продуктами питания и медикаментами в нуждающиеся районы Европы. С ноября 1938 несколько раз выезжала в Вену и благодаря своей настойчивости добилась личной встречи с Адольфом Эйхманом, тогдашним руководителем нацистского т. н. «Центрального управления по еврейской эмиграции» (нем. Zentralstelle für jüdische Auswanderung), от которого в декабре 1938 получила разрешение на вывоз 600 еврейских детей при условии организации их выезда в течение 5 дней. Кроме того Эйхман поставил следующие условия: только один чемодан, одна сумка, одна фотография и не больше 10 рейхсмарок наличными, вывоз всего остального, в том числе книг и игрушек, был запрещён. Были запрещены и проводы детей родителями, для этого родители не допускались на перрон вокзала. Несмотря на это, первый транспорт 11 декабря 1938 доставил группу детей транзитом через Нидерланды в Великобританию.
Всего приняла участие в организации 74 транспортов. Во время войны участвовала в организации помощи людям, чья жизнь была под угрозой на оккупированных нацистами территориях.
За свой подвиг была многократно награждена, в том числе стала офицером нидерландского ордена «Оранских-Нассау», израильской «Праведницей мира», стала почётным гражданином Амстердама. Её именем был назван благотворительный фонд для умственно отсталых детей. Во многих городах и сёлах Нидерландов улицы названы её именем.
Написала книгу воспоминаний.

### Соломон Шонфельд
Раввин Шонфельд, Соломон, среди прочего, помог отослать в Англию из Вены около 300 детей ортодоксальных евреев, предоставив личные финансовые гарантии британскому правительству. Шонфельд настаивал на том, чтобы дети размещались в ортодоксальных британских семьях[прояснить].

### Кете Розенхайм
Розенхайм, Кете родилась в семье неортодоксального немецкого врача еврейского происхождения. Последнее место работы — ответственный референт по благотворительности в полицейском управлении Берлина. После 1933 была уволена как еврейка. Активно участвовала в деятельности «Благотворительного общества евреев в Германии» (Zentralwohlfahrtsstelle der Juden in Deutschland) и организации «Киндертранспорта». Несмотря на возможность эмиграции (несколько раз сопровождала детей в Великобританию), осталась в Германии. В 1941 ей с матерью удалось бежать через Францию, Испанию, Португалию и Кубу в США. После войны являлась сотрудницей органов социального обеспечения.

## Интернирование и военная служба
В 1940 году британское правительство распорядилось об интернировании всех мужчин 16-70-летнего возраста из вражеских стран — так называемых «дружественных иностранцев из враждебных стран» (англ. friendly enemy alien). Многие из детей, кто прибыл в предыдущие годы через «Киндертранспорт», в это время достигли 17-летнего возраста и были интернированы. Около 1000 из них были поселены в специальных временных лагерях, многие из которых располагались на Острове Мэн. Около 400 были перевезены за границу, в Канаду и Австралию. По достижении в лагере для интернированных 18-летнего возраста им предлагалась возможность устроиться на важную для ведения войны работу либо войти во вспомогательные армейские Королевские пионерские корпуса. Около 1000 немецких и австрийских беженцев «Киндерстранспорта», ставшие теперь совершеннолетними, отправились на службу в британские вооружённые силы, в том числе и в боевые части. Несколько десятков вошли в элитные подразделения, где могли должным образом применить свои языковые навыки и эффективно использовать их в день-Д и последующих за ним сражениях на союзном фронте.
Интернирование британцами «дружественных иностранцев из враждебных стран» носило временный характер (обычно до нескольких месяцев).

## США: «Тысяча детей»
Аналогичные, но гораздо менее организованные действия предпринимались и в США. Операция известна под названием «Тысяча детей» (англ. The One Thousand Children, OTC), и её результатом стала доставка в США в период между ноябрём 1934 и маем 1945 года около 1400 еврейских детей в возрасте от 14 месяцев до 16 лет. Как и спасённые «Киндертранспортом», они были вынуждены оставить в Европе своих родителей.
В 1939 году сенатор Роберт Ф. Вагнер и конгрессмен Эдит Роджерс представили в Конгрессе «Закон Вагнера-Роджерс» (англ. Wagner-Rogers Bill). Его основной целью было сделать возможным вывоз в США с территории нацистской Германии 20 000 еврейских детей в возрасте до 14 лет без сопровождения родителей. В феврале 1939 года этот законопроект не получил одобрения Конгресса. Одним из аргументов против принятия законопроекта было то, что разлучение детей с родителями, по мнению конгрессменов, противоречило «заповедям Бога». В отличие от британского правительства, которое отказалось от многих миграционных требований для «Киндертранспорта», правительство США на такие меры не пошло. Более того, документально подтверждено, что Государственный департамент намеренно осложнил условия получения въездной визы для любого из еврейских беженцев.

## В культуре
My Knees Were Jumping: Remembering the Kindertransports — документальный фильм о «Киндертранспорте». Был номинирован на Большой приз жюри кинофестиваля Сандэнс в 1996 году. В 1998 году был выпущен в широкий прокат. Режиссёр Мелисса Хакер является дочерью костюмера Рута Морли, прошедшего в детстве через «Киндертранспорт». В роли рассказчика выступила Джоан Вудворд.
Фильм «В чужие руки: Истории Киндертранспорта» (англ. Into the Arms of Strangers: Stories of the Kindertransport) был выпущен студией Warner Bros. Pictures. В роли рассказчика выступила Джуди Денч. В 2001 году фильм получил Оскар в номинации «Лучший документальный фильм». Существует также книга с одноимённым названием. Продюсером проекта выступила Дебора Оппенгеймер, дочь спасённого через «Киндертранспорт». Режиссёр, Марк Джонатан Харрис, является обладателем трёх премий Оскар.
«Дети, которые обманули нацистов» (англ. The Children Who Cheated the Nazis) — британский документальный фильм от Сью Рид и Джима Гоулдинга. В роли рассказчика выступил лорд Ричард Аттенборо. Впервые был показан на канале Channel 4 в 2000 году.
«Киндертранспорт: Пьеса» (англ. Kindertransport: Play) — пьеса Дианы Сэмюэлс, в которой была показана жизнь детей «Киндертранспорта» во время и после войны. Среди прочего, в ней показаны психологические травмы и душевные метания, которые возникали у многих детей после их полной интеграции в английские приёмные дома и появления в их жизни настоящих родителей либо получения известия об их гибели.
В романе «Остаток дня» и в его последующей экранизации рассказывается среди прочего о двух девочках-подростках, которые были приняты в семью лорда Дарлингтона. Они были выставлены на улицу после того, как Дарлингтон прочёл работу Хьюстона Стюарта Чемберлена и проникся нацистскими идеями.
В романе «Аустерлиц» англо-немецкого романиста Винфреда Зебальда рассказывается о человеке, который в юном возрасте был эвакуирован по программе «Киндертранспорт» и воспитывался валлийским пастором. Он пытается узнать больше о своём прошлом и возвращается в Прагу, где находит человека, знавшего некогда его мать, восстанавливает в памяти своё путешествие на поезде.
Sisterland, юношеский роман Линды Ньюбери, повествующий о ребёнке «Киндертранспорта», Саре Рубенс. Роман был номинирован в 2003 году на получение Медали Карнеги.
«Отправление в даль» (англ. Far To Go) — роман Элисона Пикка, канадского писателя и потомка европейских евреев. Является вымышленным мемуаром членов семьи евреев Судетской области, которые после бегства в Прагу используют подкуп, чтобы обеспечить место для своего шестнадцатилетнего сына в одном из поездов Николаса Уинтона.
В документальном фильме «Истории Киндертранспорта» (англ. The Kindertransport Story) телеканала BBC One трое прошедших через «Киндертранспорт» людей рассказывают свои истории. В съёмках фильма также принял участие лорд Ричард Аттенборо: в 1939 году его родители взяли в семью двух еврейских девочек, откликнувшись на призыв волонтёров «Киндертранспорта».
«Одна жизнь» (англ. One life) — британский художественный фильм о британском гуманисте и филантропе сэре Николасе Уинтоне, который сыграл значительную роль в организации эвакуации еврейских детей из оккупированной нацистами Чехии в Великобританию. Сценарий фильма основан на книге его дочери Барбары Уинтон «Если это не невозможно… Жизнь сэра Николаса Уинтона». Роль Николаса Уинтона в фильме сыграл британский актёр, двукратный обладатель премии «Оскар» (1992, 2021), Энтони Хопкинс.

## Знаменитые люди, прошедшие через «Киндертранспорт»
Многие из детей «Киндертранспорта» стали впоследствии видными деятелями общественной жизни. Среди них:
- Андре Азриель — композитор.
- Франк Ауэрбах (из Германии) — британский художник
- Ева Гессе (из Германии) — американский художник и скульптор
- Вальтер Кон (из Австрии) — американский физик-теоретик, нобелевский лауреат
- Арно Пензиас (из Германии) — американский физик и астроном, нобелевский лауреат
- Рейш Карел (из Чехословакии) — британский кинорежиссёр
- Рут Вестхаймер, урожд. Зигель (из Австрии) — американский сексопатолог
- Франк Майслер (из Данцига) — израильский архитектор и скульптор
- Яков Линд (из Австрии) — австрийский и английский писатель, художник, актёр, кинорежиссёр
- Вольфганг Риндлер (из Австрии) — американский физик-релятивист
- Джеральд Холтон (из Австрии) — американский физик и философ-постпозитивист
- Гретель Беер (из Австрии) — британский автор кулинарных книг
- Лесли Брент (из Германии) — британский иммунолог
- Рольф Декер (из Германии) — американский футболист, член чемпионской сборной США на Олимпиаде 1956 года
- Альфред Дабс (из Чехословакии) — британский политик
- Сузан Айнциг (из Германии) — книжный иллюстратор
- Вера Гиссинг (из Чехословакии) — британский писатель
- Джон Гренвилл как Ганс Гурауер (из Германии) — британский историк
- Ганс Якобус (из Германии) — немецкий журналист
- Вальтер Кауфманн (из Германии) — австралийский и немецкий писатель
- Георге Ковач (из Австрии) — британский инноватор в области дизайна
- Густав Метцгер (из Германии) — художник и политический активист
- Рут Морлей, урожд. Бирнхольц (из Австрии) — американский кино- и театральный костюмер
- Отто Нейман (из Австрии) — британский социолог
- Сэр Эрих Рейш (из Австрии) — британский предприниматель
- Джо Шлезингер (из Австрии) — канадский журналист и писатель, кавалер Ордена Канады
- Лоре Сегал, урожд. Грошманн (из Австрии) — американская писательница, переводчица и педагог
- Штефани Ширли (из Германии) — британская бизнесмен и филантроп
- Сэр Гюнтер Хайнц Трайтель (из Германии) — британский юрист
- Хануш Вебер (из Чехословакии) — шведский телепродюсер
- Курт Вайлер (из Германии) — режиссёр мультфильмов
- Андре Асриль (из Австрии) — австрийско-немецкий композитор
- Хорст Браш (из Германии) — политический деятель ГДР, замминистра культуры ГДР
- Хеди Эпштайн (из Германии) — переводчица на нюрнбергских «Процессах врачей», американский адвокат, правозащитница
- Джон Фишер (из Австрии) — австрийский музыкант
- Якоб Фюнфер (из Австрии) — военнослужащий британской армии
- Герард Хоффнунг (из Германии) — немецкий карикатурист и музыкант
- Эдит Курцвайл (из Австрии) — американская социолог и публицист
- Инга Ламмель (урож. Раквиц из Германии) — немецкая музыковед
- Франц Лёсер (из Германии) — немецкий философ
- Пегги Парнас (из Германии в Швецию) — немецкая и шведская актриса, переводчица, журналистка, икона защитников прав гомосексуалистов[32]
- Рихард Зонненфельдт (из Германии) — главный переводчик США на «Нюрнбергских процессах», американский инженер, внёс значительный вклад в разработку цветного телевидения, участник программ НАСА
- Фриц Шпигель (из Австрии) — британский композитор, писатель и журналист

## Опубликованные мемуары прошедших через «Киндертранспорт»
- Rosner B. One of the Lucky Ones: rescued by the Kindertransport. — Newark-on-Trent. — ISBN 0-9543001-9-X. — Воспоминания 9-летнего Роберта из Вены и его 13-летний сестры Ренаты. Их родители выжили, и после окончания войны Рената вернулась в Вену
- Golabek Mona., Cohen L. The Children of Willesden Lane. — Воспоминания юной еврейской пианистки, которая была спасена через программу «Киндертранспорт»
- Weber H. Ilse: A Love Story Without a Happy Ending. — Stockholm: Författares Bokmaskin, 2004. — Вебер был чешским евреем, которого родители отправили на последнем поезде «Киндертранспорта» из Праги в июне 1939 года. Книга большей частью посвящена его матери, убитой в Освенциме
- Oppenheimer D., Harris M. Into the Arms of Strangers: Stories of the Kindertransport. — Bloomsbury, 2008. — ISBN 1-58234-101-X.
- Brand G. Comes the Dark. — Verand Press, 2003. — ISBN 1-876454-09-1.
- David R. Child of our Time: A Young Girl's Flight from the Holocaust. — I.B. Tauris.
- Newman O. Escapes and Adventures: A 20th Century Odyssey. — Lulu Press, 2008.
- Segal L. Other People's Houses. — New York: The New Press, 1994.
- Smith L. Remembering: Voices of the Holocaust. — Ebury Press, 2005. — ISBN 0-7867-1640-1.
- Strasser C. From Refugee to OBE. — Keller Publishing, 2007. — ISBN 978-1-934002-03-2.
- Whiteman D. The Uprooted: A Hitler Legacy: Voices of Those Who Escaped Before the "Final Solutio". — Cambridge: Perseus Books, 1993.
- Leverton B. I Came Alone: The Stories of the Kindertransports / ed. Lowensohn S.. — The Book Guild, Ltd., 1990. — ISBN 0-86332-566-1.